# Got to Be Real
Got to Be Real è un singolo della cantante disco statunitense Cheryl Lynn, tratto dal suo omonimo album di debutto e uscito il 14 agosto 1978.
La canzone, scritta assieme a David Paich e David Foster, rappresentò il più grande successo della cantante, nonché un classico della disco music, e fu prodotta, all'inizio come vinile, dalla Columbia Records.

## Descrizione
Tratta dall'album Got to Be Real, la canzone negli Stati Uniti raggiunse la 12ª posizione della Billboard Hot 100, e il primo posto della classifica Hot Soul Singles all'inizio del 1979. Insieme alle altre due sue tracce Star Love e You Saved My Day, il singolo raggiunse anche l'undicesima posizione nella classifica del National Disco Action Top 40.
Nel Regno Unito, invece, la canzone non si classificò nell'anno in cui uscì, bensì molti anni dopo, dal 4 aprile del 2010, quando la multinazionale Marks & Spencer ha utilizzato il brano in un spot pubblicitario dei suoi grandi magazzini.